# Александар Браун
Александар Карл Хајнрих Браун (Регенсбург, 10. мај 1805. − 29. март 1877) био је немачки ботаничар из Регенсбурга у Баварској. Његова истраживања усредсређена су на морфологију биљака.

## Биографија
Ботанику је студирао у Хајделбергу, Паризу и Минхену . 1833. године почео је предавати ботанику на Политехничкој школи у Карлсруеу, задржавајући се тамо до 1846. После је био професор ботанике у на Универзитету Алберт Лудвигс у Фрајбургу од 1846, на Универзитету у Гиесену од 1850. и на Универзитету у Берлину од 1851, где је остао до 1877. Док је био у Берлину, био је и директор ботаничке баште. Изабран је 1852. године за страног члана Краљевске шведске академије наука. 

## Истраживања
Браун је у великој мери познат по истраживањима која укључују морфологију биљака. Прихватио је еволуцију, али је био критичар дарвинизма. Био је заговорник витализма, популарне шпекулативне теорије из 19. века која је тврдила да у живој материји постоји регулаторна сила како би се одржала функционалност. Упркос овим веровањима, Браун је дао важан допринос на пољу теорије ћелија.

## Рад
Браун је био главни представник идеалистичке упоредне морфологије биљака. На основу својих природно-филозофских ставова развио је своју теорију о положају листа биљака која се заснивала на ранијим теоријама Карла Фриедриха Шимпера. Овај приступ се такође заснива на његовом биљном систематском и цветном морфолошком раду. У својој систематичности покушао је да распоред биљака постави на упоредну морфолошку основу у вези са историјским развојем биљног царства. Његова микроскопска истраживања криптогама дала су важан допринос развоју теорије ћелија.
Од његове анализе распореда љусака на шишарки из 1830-их, сматран је пиониром филотаксије phyllotaxis.

## Епоними
1877. године Вилхем Филип Шимпер и Филип Бруш су у његову част су именовали биљни род Braunia. Такође, украсна биљка позната као „Браунова божја папрат“ (Polystichum braunii) носи његово име.

## Писана дела
- 1831: Untersuchung über die Ordnung der Schuppen an den Tannenzapfen (Investigation on the order of shapes in pine cones).
- 1842: Nachträgliche Mitteilungen über die Gattungen Marsilia und Pilularia (Additional releases on the genera Marsilea and Pilularia).
- 1851: Betrachtungen über die Erscheinung der Verjüngung in der Natur, insbesondere in der Lebens- und Bildungsgeschichte der Pflanze (Leipzig, 198 pp.) (Reflections on the phenomenon of rejuvenation in nature, particularly in the life and developmental history of the plant).
- 1852: Über die Richtungsverhältnisse der Saftströme in den Zellen der Characeen. (on directional conditions involving juice flow in the cell of Characeae).
- 1853: Das Individuum der Pflanze in seinem Verhältnis zur Spezies etc. (The individual plant in its relation to species, etc.).
- 1854: Über den schiefen Verlauf der Holzfaser und die dadurch bedingte Drehung der Stämme
- 1854: Über einige neue und weniger bekannte Krankheiten der Pflanzen, welche durch Pilze erzeugt werden (On new and lesser-known diseases of plants produced by fungi).
- 1854: Das Individuum der Species in seinem Verhältnis zur Pflanze (The individual of the species in its relationship to the plant).
- 1855: "Algarum unicellularium genera nova et minus cognita".
- 1856: Über Chytridium, eine Gattung einzelliger Schmarotzergewächse auf Algen und Infusorien (On Chytridium, a genus of unicellular parasites on algae and infusoria).
- 1857: Über Parthenogenesis bei Pflanzen (On parthenogenesis in plants)
- 1860: Über Polyembryonie und Keimung von Caelebogyne (Polyembryony and germination of Caelebogyne).
- 1861:  Index seminum Horti Botanici Berolinensis: Appendix Plantarum Novrum et minus cognitarum quea in Horto region botanico Berolinensi coluntur.
- 1862: Über die Bedeutung der Morphologie (On the importance of morphology).
- 1862: Zwei deutsche Isoetesarten (Two German Isoëtes species).
- 1863: Über Isoetes (On quillworts).
- 1865: Beitrag zur Kenntnis der Gattung Selaginella (Contribution to the knowledge of the genus Selaginella).
- 1867: Die Characeen Afrikas (African Characeae).
- 1867: "Conspectus systematicus Characearum europaearum".
- 1870: Neuere Untersuchungen über die Gattungen Marsilia und Pilularia (Recent studies on the genera Marsilea and Pilularia).
- 1872: Über die Bedeutung der Entwicklung in der Naturgeschichte (On the importance of development in natural history).

## Bиди још
- Универзитет у Фреибургу Биолошки факултет